# Persecució implacable
Persecució implacable (títol original: The High Bright Sun, també coneguda als Estats Units com McGuire, Go Home) és una pel·lícula d'acció britànica de 1964 dirigida per Ralph Thomas i protagonitzada per Dirk Bogarde, George Chakiris i Susan Strasberg. Està ambientada a Xipre durant l'aixecament de l'EOKA contra el domini britànic als anys cinquanta. Es va basar en una novel·la de 1962 d'Ian Stuart Black. Està doblada al català.

## Argument
El 1957, la Juno, una estudiant d'arqueologia estatunidenca, visita Xipre i s'allotja amb la família del millor amic del seu pare, el doctor Andros. És testimoni d'un atac de dos pistolers de l'EOKA que provoca la mort de dos soldats britànics, però és incapaç d'identificar els assassins a l'oficial d'intel·ligència britànic local, el major McGuire.
Aleshores, la Juno s'adona que el general fugitiu de l'EOKA, Skyros, s'amaga a la casa i que el doctor Andros és un col·laborador. El membre de l'EOKA Haghios vol matar la Juno, en part a causa de la seva creixent relació romàntica amb en McGuire.
En Haghios organitza una emboscada per matar la noia, però és salvada pel fill del doctor Andros, l'Emile, que resulta ferit de mort. La Juno escapa i és rescatada per en McGuire, que la porta al seu apartament. En Haghios lidera un atac a l'apartament de McGuire, que no té èxit, en part a causa de l'ajuda del seu company d'intel·ligència britànic, Baker, que va tenir una aventura amb la dona d'en McGuire.
La Juno vola a Atenes i s'adona que en Haghios és a l'avió. En arribar, aquest intenta matar-la de nou, ferint mortalment en Baker, però en McGuire l'assassina a trets. Finalment la Juno es retroba amb en McGuire.

## Repartiment
- Dirk Bogarde com major McGuire
- George Chakiris com Haghios
- Susan Strasberg com Juno Kozani
- Denholm Elliott com Baker
- Grégoire Aslan com general Stavros Skyros
- Colin Campbell com Emile Andros
- Joseph Furst com doctor Andros
- Katherine Kath com senyora Andros
- George Pastell com Prinos
- Paul Stassino com Alkis
- Nigel Stock com coronel Park
- Derek Partridge com caporal (sense acreditar)

## Producció
Va ser el primer llargmetratge britànic que va representar l'emergència de Xipre. Tanmateix, hi havia hagut diverses obres de televisió britàniques sobre el tema abans d'això, com ara One Morning Near Troodos (1956), Arrow in the Air (1957), Air Mail from Cyprus (1958), Incident at Echo Six (1958) i The Interrogator (1961). També hi havia hagut l'obra teatral Sclerosis (1965) de Peter Barnes i les novel·les Violence in Paradise (1957), The Bad Summer (1958), Interrupted Journey (1958) i The High Bright Sun d'Ian Stuart Black (1962), que van formar la base de la pel·lícula.
Els drets cinematogràfics de la novel·la de Black van ser comprats per Betty Box de la Rank Organisation. Black va ser contractat per fer el guió. Més tard, Box va contractar a Bryan Forbes per fer un treball addicional al guió, dient que "em vaig pensar que li van pagar molts diners pel que finalment va produir". Box va dir que això consistia principalment en una escena de 12 minuts entre Denholm Elliott i Bogarde, i unes quantes línies de diàleg addicionals.
Shirley Anne Field es va anunciar originalment com a protagonista femenina, però Rank volia un nom internacional. Box i Thomas van provar Jane Fonda, Jean Seberg i Lee Remick però van rebutjar el paper; Susan Strasberg va ser elegida.
Es deia que era la pel·lícula més cara feta per l'equip de Box i Thomas i la pel·lícula més ambiciosa que havien fet mai.
Chakiris va rebre 100.000 dòlars, Strasberg 50.000 i Bogarde 30.000 lliures. Els extres uniformats van ser proporcionats del Regiment Reial del Duc d'Edimburg amb seu a Malta. Eli Wallach va ser esmentat com a possible càsting però va acabar no apareixent a la pel·lícula final.
El personatge de Spyros estava basat en Georgios Grivas.
El rodatge va començar el juny de 1964. Va tenir lloc durant un mes a Bari, Foggia i el Gargano al sud d'Itàlia, que va substituir Xipre. Xipre es considerava massa perillós per filmar, ja que la baralla va tornar a esclatar allà el desembre de 1963. La unitat es va traslladar a Pinewood Studios. L'aeroport de Northolt va substituir l'aeroport d'Atenes.
Bogarde havia fet diverses pel·lícules amb Box i Thomas i, en general, tots tres es portaven molt bé. No obstant això, en aquesta pel·lícula Bogarde era difícil i temperamental. Aquesta va ser l'última pel·lícula que va fer amb Box i Thomas.

## Estrena
El guió i l'estrena de la pel·lícula van minimitzar les implicacions polítiques de la pel·lícula. La majoria de les crítiques contemporànies eren pobres, amb crítiques a la menció mínima de la població turca.
La pel·lícula va ser una decepció a la taquilla.
Segons Jonathan Stubbs, "la pel·lícula representa la decadència del domini britànic sense nostàlgia, cosa que suggereix que els soldats cridats a mantenir la sobirania britànica durant l'emergència de Xipre estaven desil·lusionats i amargament desvinculats dels valors que tradicionalment recolzaven el poder tradicional".
Ralph Thomas més tard va construir una casa a Xipre prop de Kyrenia.